# Laxsjö socken
Laxsjö socken i Jämtland ingår sedan 1974 i Krokoms kommun och motsvarar från 2016 Laxsjö distrikt.
Socknens areal är 573,43 kvadratkilometer, varav 526,73 land. År 2000 fanns här 385 invånare. Tätorten och kyrkbyn Laxsjö med sockenkyrkan Laxsjö kyrka ligger i socknen. 

## Administrativ historik
Området ingick före 1786 i Hammerdals socken därefter i Föllinge socken.
Laxsjö församling och Laxsjö landskommun bildades genom utbrytningar ur Föllinge församling 3 mars 1887 respektive Föllinge landskommun 1889. Landskommunen inkorporerades åter i Föllinge landskommun 1952 som sedan 1974 uppgick i Krokoms kommun. Församlingen uppgick 2006 i Föllingebygdens församling.
1 januari 2016 inrättades distriktet Laxsjö, med samma omfattning som församlingen hade 1999/2000.
Socknen har tillhört fögderier, tingslag och domsagor enligt vad som beskrivs i artikeln Jämtland.

## Geografi
Laxsjö socken ligger kring sjön Hotagen och Laxsjön. Socknen är utanför bygden i dalgångarna en myrrik skogsbygd med spridda fäbodar och med höjder som i Stakafjället i norr når 861 meter över havet.
Hotagens naturreservat ligger i socknen och omfattar ett fjällområde. Tjärnafjäll (780 m ö.h.) ligger norr om Tuvattnet. På gränsen mot Hotagens socken i norr ligger fjällen Stor-Erfjället (919 m ö.h.) samt Stakafjället.
Socknens centrala delar genomkorsas av länsväg 339 (Krokom-Föllinge-Laxsjö-Strömsund). Längst i öster utgör Öjån, intill Flykälen, gräns mot Ströms socken (Strömsunds kommun). I sydost ligger Gåxsjö socken.
I söder avgränsas socknen av Föllinge socken. Längst i väster ligger vid Storflyn (Häggsjöns utlopp) "tresockenmötet" Laxsjö-Föllinge-Hotagen. Hotagens socken avgränsar Laxsjö socken i norr.
Större sjöar är, förutom de redan nämnda, Lakavattnet, Hökvattnet, Tuvattnet och Ålåssjön.

## Fornlämningar
Inom Laxsjö socken har man anträffat ungefär 140 fornlämningar. Från stenåldern finns cirka 50 boplatser. Vidare finns cirka 90 fångstgropar samt en rösegrav. Allt detta representerar den äldre fångstkulturen. Den nuvarande bygden härrör från 1700-talet.

## Namnet
Namnet (1761 Laxsiön) kommer från kyrkbyn som i sin tur tagit namnet från sjön intill, Laxsjön, vars namn är antecknat 1646. namnet innehåller troligen lax, möjligen alternativt lag indikerande att man fiskat i lag.

## Befolkningsutveckling
Socknen bildades 1887, som en utbrytning ur Föllinge socken, och då fanns 738 personer kyrkobokförda i Laxsjö socken. Befolkningen ökade fram till början av 1900-talet; 113 personer emigrerade under seklets första 10 år, mestadels till Amerika. 1910 bodde 1 062 personer i Laxsjö socken, och fram till 1920 bestod befolkningen av bönder, torpare, drängar och pigor. 1917 avled 20-30 personer i Spanska sjukan. 1926 var folkmängden som störst, med 1 256 invånare. 1930 hade socknen 622 hektar åker och 36964 hektar skogsmark och hagmark. Därefter har befolkningen stadigt minskat. 1999 var invånarantalet 385 personer.
| Befolkningsutvecklingen i Laxsjö socken 1890–2000                                                        | Befolkningsutvecklingen i Laxsjö socken 1890–2000 | Befolkningsutvecklingen i Laxsjö socken 1890–2000 | Befolkningsutvecklingen i Laxsjö socken 1890–2000 | Befolkningsutvecklingen i Laxsjö socken 1890–2000 |
| --- | ------------------------------------------------- | ------------------------------------------------- | ------------------------------------------------- | ------------------------------------------------- |
| |                                                   |                                                   |                                                   |                                                   |
| År |                                                   |                                                   | Folkmängd                                         |                                                   |
| 1890 | 1890                                              |                                                   | 936                                               |                                                   |
| 1900 | 1900                                              |                                                   | 1 067                                             |                                                   |
| 1910 | 1910                                              |                                                   | 1 062                                             |                                                   |
| 1920 | 1920                                              |                                                   | 1 180                                             |                                                   |
| 1930 | 1930                                              |                                                   | 1 194                                             |                                                   |
| 1940 | 1940                                              |                                                   | 1 169                                             |                                                   |
| 1950 | 1950                                              |                                                   | 1 065                                             |                                                   |
| 1960 | 1960                                              |                                                   | 941                                               |                                                   |
| 1970 | 1970                                              |                                                   | 603                                               |                                                   |
| 1980 | 1980                                              |                                                   | 472                                               |                                                   |
| 1990 | 1990                                              |                                                   | 439                                               |                                                   |
| 2000 | 2000                                              |                                                   | 385                                               |                                                   |
| Anm: Källor: Umeå universitet - Tabellverket 1749-1859, Demografiska databasen, CEDAR, Umeå universitet. |                                                   |                                                   |                                                   |                                                   |